# ドラッグストア・カウボーイ
『ドラッグストア・カウボーイ』（Drugstore Cowboy）は、ジェームズ・フォーグルの小説および、それを原作とした1989年制作のアメリカ映画。
麻薬を打った時に現れる幻覚を映像で描き、麻薬が人に及ぼす精神状態の変化など、麻薬の魅力と恐怖の両面を描いた作品。ガス・ヴァン・サントの35ミリ映画監督デビュー作。
本作でジャンキーを演じた主役のマット・ディロンはインディペンデント・スピリット賞の主演男優賞を受賞。

## ストーリー
1970年代のオレゴン州ポートランド。麻薬に溺れたボブ（マット・ディロン）とダイアン（ケリー・リンチ）の2人は、仲間のリック（ジェームズ・レグロス）、ナディーン（ヘザー・グラハム）と共に麻薬を得るためにドラッグストアを襲ってはドラッグを楽しむ日常を送っていた。しかし上手くいっていた生活も徐々に狂い、ついには仲間のナディーンが麻薬中毒死する。その死にショックを受けたボブはグループから離れてサナトリウムに入り、更生を図ろうとするが、かつての手下のデイヴィッドに撃たれてしまう。

## キャスト
※括弧内は日本語吹替（カルチュア・パブリッシャーズ盤のDVDにのみ収録）
- ボブ・ヒューズ - マット・ディロン（落合弘治）
- ダイアン - ケリー・リンチ（沢海陽子）
- リック - ジェームズ・レグロス（中原茂）
- ナディーン - ヘザー・グラハム（浅野まゆみ）
- ジェントリー刑事 - ジェームズ・レマー（坂東尚樹）
- デヴィッド - マックス・パーリック（加瀬康之）
- トム・マーフィ神父 - ウィリアム・S・バロウズ
- ボブの母 - グレイス・ザブリスキー（火野カチコ）

## 受賞・ノミネート
| 映画賞                           | 部門       | 候補                                  | 結果       |
| -------------------------------- | ---------- | ------------------------------------- | ---------- |
| 全米映画批評家協会賞             | 作品賞     | 作品賞                                | 受賞       |
| 全米映画批評家協会賞             | 監督賞     | ガス・ヴァン・サント                  | 受賞       |
| 全米映画批評家協会賞             | 脚本賞     | ガス・ヴァン・サント ダニエル・ヨスト | 受賞       |
| ニューヨーク映画批評家協会賞     | 脚本賞     | ガス・ヴァン・サント ダニエル・ヨスト | 受賞       |
| ロサンゼルス映画批評家協会賞     | 脚本賞     | ガス・ヴァン・サント ダニエル・ヨスト | 受賞       |
| インディペンデント・スピリット賞 | 作品賞     | 作品賞                                | ノミネート |
| インディペンデント・スピリット賞 | 監督賞     | ガス・ヴァン・サント                  | ノミネート |
| インディペンデント・スピリット賞 | 主演男優賞 | マット・ディロン                      | 受賞       |
| インディペンデント・スピリット賞 | 主演女優賞 | ケリー・リンチ                        | ノミネート |
| インディペンデント・スピリット賞 | 助演男優賞 | マックス・パーリック                  | 受賞       |
| インディペンデント・スピリット賞 | 助演女優賞 | ヘザー・グラハム                      | ノミネート |
| インディペンデント・スピリット賞 | 脚本賞     | ガス・ヴァン・サント                  | 受賞       |
| インディペンデント・スピリット賞 | 撮影賞     | ロバート・D・イェーマン               | 受賞       |